# 錦川鉄道NT2000形気動車
錦川鉄道NT2000形気動車（にしきがわてつどうNT2000がたきどうしゃ）は、錦川鉄道で使用されていた気動車。1987年（昭和62年）に5両が製造され、2008年（平成20年）まで使用された。
本項では同型で観光用装備を備えた錦川鉄道NT2100形気動車（にしきがわてつどうNT2100がたきどうしゃ）（1989年（平成元年）- 2009年（平成21年））についてもあわせて記載する。

## 概要
1987年（昭和62年）7月にJR西日本岩日線を第三セクターに転換して開業した錦川鉄道が開業に際して投入した両運転台、トイレなし、セミクロスシート気動車である。県内に事業所（笠戸事業所）のある日立製作所に対して発注されたが、実際の製造は新潟鐵工所が担当し、日立と新潟の製造銘板が取り付けられた。
1989年（平成元年）には観光用途での使用を考慮し、トイレ、カラオケ設備などを設けたNT2100形1両が製造された。両型式の走行装置、車体の基本寸法は同一である。 2007年（平成19年）から2009年（平成21年）にかけ、NT3000形に代替されて全車が廃車となった。
| 形式     | NT2000 | NT2100 |
| -------- | ------ | ------ |
| 便所     | 無     | 有     |
| 車両定員 | 98     | 99     |
| 座席定員 | 53     | 44     |
| 製造数   | 5      | 1      |

## 車体
新潟鐵工所製の地方交通線用気動車NDCをベースとする。車体長は15,800 mm、前面非貫通で窓部分がやや傾斜しており、乗務員室は左隅式である。客用扉は幅900 mmの折り戸が片側2か所、運転室直後に1か所、反対側車端にもう1か所が設けられた。乗務員扉はなく、運転席左側に落とし込み式の窓が設けられた。扉間には上段固定、下段上昇、幅1,200 mmの窓6組と900 mmの窓1組が設置されたが、戸袋部に窓はなく、NT2100形ではトイレのある側の窓が一組少なくなっている。運転席右側の客用扉の客室側には確認用開き窓が設けられた。

## 走行装置
走行装置はNT2000形、NT2100形共通で、エンジンは新潟鐵工所製6H13ASディーゼルエンジン（184 kW / 1,900 rpm）を1基搭載、動力はシングルステージのTACN22-1100液体変速機を介して台車に伝達される。前位側台車は2軸駆動の動台車NP120D、後位側は従台車NP120Tで、いずれも住友金属工業製の空気ばね式である。制動装置はDE1A自動空気ブレーキが採用された。

## 空調装置
暖房装置はエンジン排熱を利用した温風式である。冷房装置は機関直結式、能力25.6 kW（22,000 kcal/h）のAU26が1基搭載された。

## 形式
NT2000形（2001-2005）
錦川鉄道の開業準備用として1987年6月に5両が製造された汎用気動車。NT2001から順に「かじか」、「にしき」、「わかあゆ」、「らかん」、「じゃくち」の愛称がつけられた。落成当初は5両とも白をベースに錦川の青磁色と紅葉の唐紅をイメージした帯がまかれたが、1999年（平成11年）から沿線自治体の協力を得て基本色を車両ごとに変えた上で、自治体名と沿線にちなんだ動物を描く塗装に変更された（車歴表参照）。
車内は中央部に4人掛けバケットタイプボックスシート8組を設ける一方、両端部はワンマン運転への対応容易化のためロングシートとなった。座席は朱色と黄橙色が交互に配置され、天井と壁はクリーム色とされた。
NT2100形（2101）
NT2000形をベースにイベント対応用の各種機器を備えて1989年に1両が新造された気動車。「せいりゅう」の愛称がつけられた
内装は後にロングシートのみとなった。イベント対応としてトイレとカラオケ用ビデオが設置された。座席色は緑系統で統一された。

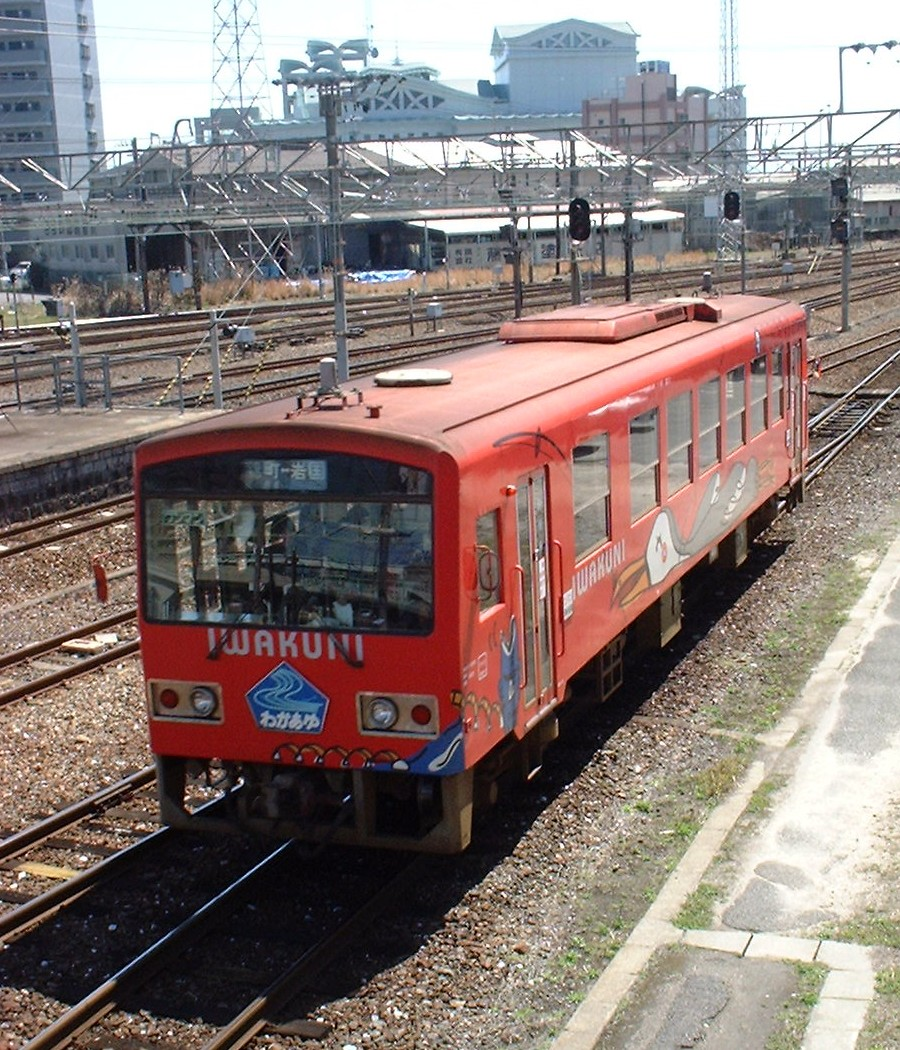
NT2003
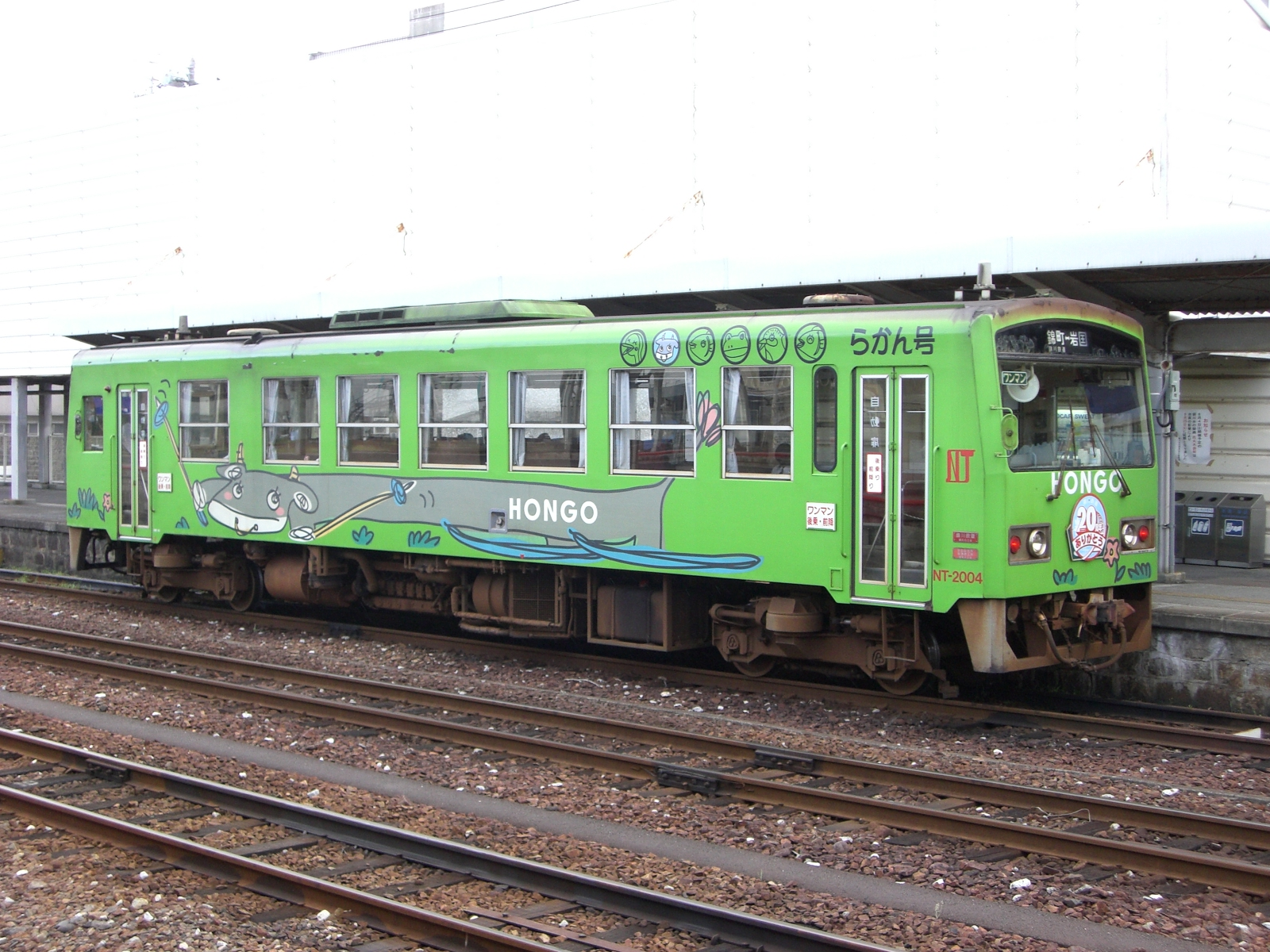
NT2004
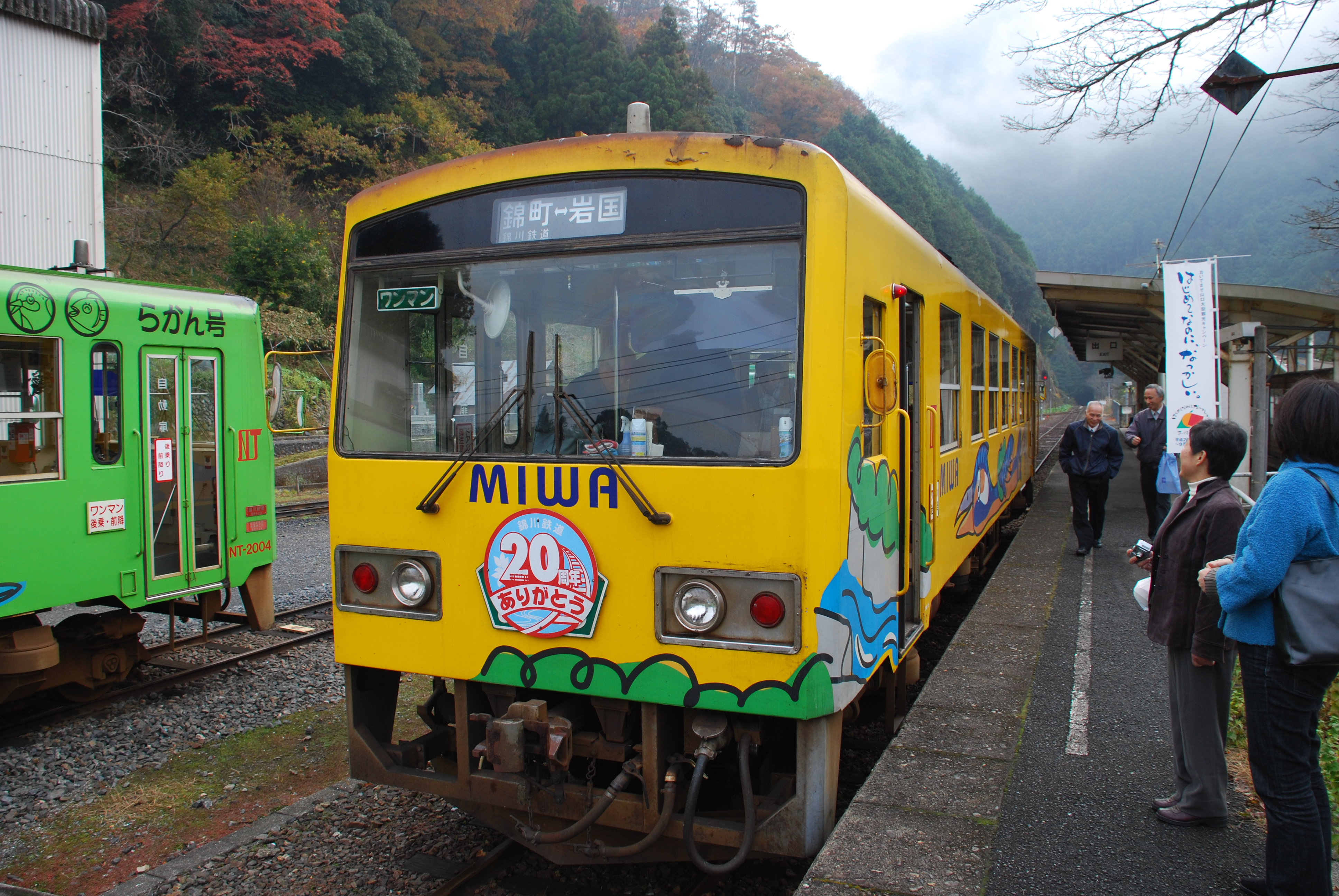
NT2005

## 車歴
| 車両番号 | 製造      | 愛称       | 塗装変更   | 色・イラスト（自治体）     | 廃車       |
| -------- | --------- | ---------- | ---------- | -------------------------- | ---------- |
| 2001     | 1987年6月 | かじか     | 2000年2月  | 青・かじかがえる（美川町） | 2008年2月  |
| 2002     | 1987年6月 | にしき     | 2000年1月  | 水色・鯉（錦町）           | 2007年11月 |
| 2003     | 1987年6月 | わかあゆ   | 1999年12月 | 赤・鵜（岩国市）           | 2007年3月  |
| 2004     | 1987年6月 | らかん     | 2000年3月  | 黄緑・牛（本郷村）         | 2008年2月  |
| 2005     | 1987年6月 | じゃくち   | 1999年12月 | 黄・カワセミ（美和町）     | 2008年8月  |
| 2101     | 1989年8月 | せいりゅう | 1999年10月 | 緑・鮎                     | 2009年1月  |

## 運用
錦川鉄道が1987年（昭和62年）7月25日に国鉄岩日線から第三セクター転換され、開業することに備え、NT2000形5両が製造された。錦川鉄道開業後から岩国駅 – 錦町駅間（全列車がJR岩徳線に乗り入れ）23往復に充当された。1989年（平成元年）にはNT2100形1両が製造された。
錦川鉄道再生計画に基づくNT3000形への置き換えで2007年（平成19年）から廃車が始まり、2009年（平成21年）までに全廃となった。なお、NT2000形、NT2100形計6両をNT3000形4両で置き換えるため、2007年（平成19年）3月にダイヤ改正を実施している。

### 書籍
- 寺田 祐一『私鉄気動車30年』JTBパブリッシング、2006年。ISBN 4-533-06532-5。

### 雑誌記事
- 『鉄道ジャーナル』通巻251号（1987年9月・鉄道ジャーナル社）
  - 「錦川鉄道NT2000形」 pp. 114
  - 鉄道ジャーナル編集部「錦川鉄道錦川清流線NT2000形」 pp. 116

- 『鉄道ピクトリアル』通巻496号「新車年鑑1988年版」（1988年5月・電気車研究会）
  - 「’87年のニューフェイス 民鉄車両編」 pp. 13-19
  - 藤井信夫、大幡哲海、岸上明彦「各社別車両情勢」 pp. 118-133
  - 錦川鉄道（株） 中野佳明「錦川鉄道NT2000形」 pp. 177
  - 「車両諸元表」 pp. 215-216
  - 「竣工月日表」 pp. 216-226

- 『鉄道ピクトリアル』通巻534号「新車年鑑1990年版」（1990年10月・電気車研究会）
  - 藤井 信夫・大幡 哲海・岸上 明彦「各社別車両情勢」 pp. 180-197
  - 「1990年度車両動向」 pp. 287-302

- 『鉄道ピクトリアル』通巻658号「<特集> レールバス」（1998年9月・電気車研究会）
  - 「第三セクター・私鉄向け 軽快気動車の発達 新潟鉄工所 NDC」 pp. 32-35
  - 高嶋修一「第三セクター・私鉄向け軽快気動車の系譜」 pp. 42-55

- 『鉄道ピクトリアル』通巻692号「新車年鑑2000年版」（2000年10月・電気車研究会）
  - 藤井 信夫、大幡 哲海、岸上 明彦「各社別車両情勢」 pp. 101-119

- 『レイルマガジン』通巻250号（2004年7月・ネコ・パブリッシング）
  - 寺田 祐一「私鉄・三セク気動車 141形式・585輌の今!」 pp. 4-50

- 『鉄道ピクトリアル』通巻795号「鉄道車両年鑑2007年版」（2007年10月・電気車研究会）
  - 岸上 明彦「2006年度民鉄車両動向」 pp. 116-141
  - 錦川鉄道（株）運輸課 杉原孝幸「錦川鉄道NT-3000形」 pp. 189-190
  - 「各社別新造・改造・廃車一覧」 pp. 222-235

- 『鉄道ピクトリアル』通巻810号「鉄道車両年鑑2008年版」（2008年10月・電気車研究会）
  - 岸上 明彦「2006年度民鉄車両動向」 pp. 122-151
  - 「各社別新造・改造・廃車一覧」 pp. 242-255

- 『鉄道ピクトリアル』通巻825号「鉄道車両年鑑2009年版」（2009年10月・電気車研究会）
  - 岸上 明彦「2008年度民鉄車両動向」 pp. 108-134
  - 「各社別新造・改造・廃車一覧」 pp. 222-235

### Web資料
- “錦川鉄道で「さよなら清流」運転”.   railf.jp (2008年12月24日). 2017年4月8日閲覧。